# Đội tuyển bóng chuyền nam quốc gia Peru
Đội tuyển bóng chuyền nam quốc gia Peru là đội bóng đại diện cho Peru tại các cuộc thi tranh giải và trận đấu giao hữu bóng chuyền nam ở phạm vi quốc tế.

## Kết quả thi đấu

### Giải vô địch thế giới
- 1960 — vị trí thứ 14

### Giải vô địch Nam Mỹ
- 1951 —  Huy chương đồng
- 1956 — vị trí thứ 4
- 1958 — không tham dự
- 1961 — vị trí thứ 4
- 1962 — vị trí thứ 7
- 1964 — không tham dự
- 1967 — không tham dự
- 1969 — không tham dự
- 1971 — vị trí thứ 6
- 1973 — không tham dự
- 1975 — không tham dự
- 1977 — vị trí thứ 4
- 1979 — vị trí thứ 6
- 1981 — không tham dự
- 1983 — không tham dự
- 1985 — vị trí thứ 6
- 1987 — vị trí thứ 7
- 1989 — vị trí thứ 4
- 1991 — vị trí thứ 4
- 1993 — không tham dự
- 1995 — vị trí thứ 6
- 1997 — vị trí thứ 4
- 1999 — vị trí thứ 8
- 2001 — không tham dự
- 2003 — không tham dự
- 2005 — không tham dự
- 2007 — vị trí thứ 4
- 2009 — vị trí thứ 6
- 2011 — không tham dự